# Обрії друкарства
"Обрії друкарства" - періодичне видання. Науковий журнал,  призначений для науковців, фахівців, викладачів, аспірантів, студентів. Рік заснування: 2005. 
Мова видання: українська, англійська, польська, російська.
Періодичність виходу: 1 номер на рік.
У журналі "Обрії друкарства" вміщено матеріали, в яких досліджено питання історії та теорії соціальних комунікацій, журналістики, видавничої справи та редагування, прикладних соціокомунікативних технологій.
Для фахівців із соціальних комунікацій, журналістики, видавничої та редакторської справи, філології, соціології.
Засновник видання: кафедра видавничої справи та редагування, Видавничо-поліграфічний інститут КПІ ім. Ігоря Сікорського.

## Історія
Історія видання «Обрії друкарства» починається з 2005 року. Тоді за матеріалами науково-практичної конференції до 75-ї річниці від  дня народження колишнього завідувача кафедри видавничої справи та редагування професора Р. Г. Іванченка, що мала назву «Обрії друкарства», було видано збірник наукових праць з однойменною назвою. Збірник дав поштовх для заснування фахового журналу.
До 2016 року конференція набула статусу Міжнародної: її відвідали не тільки українські науковці, а й закордонні, зокрема з Німеччини (Університет Вупперталь), Польщі (Лодзинський університет), Білорусії (Могилевський інститут міністерства внутрішніх справ Республіки Білорусь). Протягом цих років вийшло 5 чисел наукового журналу «Обрії друкарства».
Нині це - щорічне електронне наукове видання, у якому висвітлюються проблеми: історії та сучасних тенденцій розвитку книговидання; редагування різних видів видань; соціокомунікаційних аспектів редагування; особливостей сучасної масової комунікації; новітніх технологій у підготовці медійних продуктів; рекламної та PR-комунікації в поліграфії, видавництві та книгорозповсюдженні.
Матеріали, опубліковані в журналі, цікаві для фахівців із соціальних комунікацій, журналістики, видавничої та редакторської справи, філології, соціології, про що свідчить активність публікування вітчизняних та зарубіжних науковців цих галузей.

## Редакційна колегія
- Olha Trishchuk / Ольга Володимирівна Тріщук, Видавничо-поліграфічний інститут Національний технічний університет України "Київський політехнічний інститут імені Ігоря Сікорського", Україна
- Vorsovich Monica / Моніка Ворсович, Лодзький університет, Польща
- Budzinska-Dacia Agnieszka / Агнєшка Будзинська-Даца, Варшавський університет, Польща
- Kholod Alexander / Олександр Михайлович Холод, Прикарпатський національний університет імені Василя Стефаника, Україна
- Gavrilets Yuri / Юрій Дмитрович Гаврилець, Київський національний університет імені Тараса Шевченка, Україна
- Юлія Юріївна Віцюк, Видавничо-поліграфічний інститут Національний технічний університет України «Київський політехнічний інститут», Україна
- Andrii Kyrychok, National Technical University of Ukraine “Igor Sikorsky Kyiv Polytechnic Institute”, Kyiv, Ukraine
- Tetiana Roik / Тетяна Анатоліївна Роїк, Видавничо-поліграфічний інститут Національний технічний університет України «Київський політехнічний інститут імені Ігоря Сікорського», Україна
- Sergey Venidiktov Сергій Вікторович Венидиктов, Могильовський інститут Міністерства внутрішніх справ Республіки Білорусь, Білорусь
- Svitlana Fiialka Svitlana Borisivna Fiialka, Видавничо-поліграфічний інститут, Національний технічний університет України "Київський політехнічний інститут імені Ігоря Сікорського", Україна
- Kazmierczyk Zbigniew / Збігнєв Казьмєрчик, Інститут польської філології, Гданський університет, Польща
- Beata Trojanowska / Беата Трояновська, Університет Казімежа Великого, Польща
- Semenets-Holas / Е. Семенець-Голас, Ягеллонський університет, Польща

Редакційна рада
- Nadia Figol / Надія Миколаївна Фіголь, Видавничо-поліграфічний інститут, Національний технічний університет України «Київський політехнічний інститут імені Ігоря Сікорського», Україна
- Iryna Pobidash / Ірина Леонідівна Побідаш, Видавничо-поліграфічний інститут, Національний технічний університет України «Київський політехнічний інститут імені Ігоря Сікорського», Україна
- Olha Golovko / Ольга Анатоліївна Головко, Видавничо-поліграфічний інститут, Національний технічний університет України «Київський політехнічний інститут імені Ігоря Сікорського», Україна
- Головний редактор: Онкович Ганна Володимирівна.

Державна реєстрація: електронний науковий журнал «Обрії друкарства» входить до переліку фахових видань України із соціальних комунікацій (наказ МОН України від 10.05.2017 № 693). Науковий журнал «Обрії друкарства» є рецензованим відкритого доступу виданням.
Науковий журнал «Обрії друкарства» входить у відкриті інформаційні, повнотекстові науково-метричні бази даних: Google Scholar, Bielefeld Academic Search Engine (BASE), OpenAIRE, WorldCat, Index Copernicus Journals Master List. З 2019 року електронний науковий журнал «Обрії друкарства» входить до наукометричної бази даних Index Copernicus.

«Обрії друкарства» використовує найбільш поширене англомовне посилання, оформлене за стилем APA (American Psychological Association, http://www.apastyle.org [Архівовано 27 березня 2013 у Wayback Machine.]), відповідно до якого здійснюється оформлення бібліографічних посилань англійською мовою.